# Dagsboro
Dagsboro – miasto w Stanach Zjednoczonych, w stanie Delaware, w hrabstwie Sussex.